# Orde van de Spaanse Republiek
De Orde van de Spaanse Republiek (Spaans: "Orden de la República Española") werd door de zojuist ingestelde Republiek Spanje in 1932 ingesteld om de vele koninklijke Spaanse ridderorden van het opgeheven koninkrijk Spanje te vervangen. De orde verving met name de in 1926 ingestelde Orde van Burgerlijke Verdienste en de voor staatshoofden en belangrijke bestuurders bestemde Orde van Karel III.
De ridderorde, een moderne Orde van verdienste, kende naast de voor staatshoofden bestemde keten de gebruikelijke vijf graden:
- Grootlint of Grootkruis
- Ster of Grootofficier
- Commandeur
- Officier
- Ridder

De indeling van de graden en het gekozen versiersel waren geen scherpe breuk met het gangbare Europese decoratiestelsel. In eerste instantie was de Spaanse Republiek nog een burgerlijke staat. Later kregen communisten en anarchisten steeds meer invloed op Spanje.
Verder waren een ordeketen als decoratie voor staatshoofden en twee medailles ingesteld. De republikeinse regering kwam al snel in zware politieke moeilijkheden en er brak een burgeroorlog uit. De orde werd 1354 maal toegekend waarvan 143 maal aan een Grootofficier. Na 1939 heeft de regering in ballingschap de orde niet meer uitgereikt, men koos in plaats daarvan voor een eenvoudiger ereteken. Generaal Franco verleende opnieuw de oude koninklijk Spaanse ridderorden.

## De versierselen
Het kleinood of juweel van de orde was een ster met acht gevorkte dieprood geëmailleerde punten waarop een in de armen verstrengelde groen geëmailleerde lauwerkrans was gelegd. Het centrale medaillon toonde een grote kop van Minerva in donker metaal of goud op een zilveren achtergrond. De kop werd op ingegraveerde stralen neergelegd. Het kleinood werd bij de Grootofficieren op een zilveren ster met acht punten en zilveren stralen gelegd.
Als verhoging was tussen lint een kruis een muurkroon naar Romeins model aangebracht.
Men droeg de versierselen aan een rood lint met een brede witte bies.
Er zijn verschillende modellen van de versierselen bekend, sommige kleinoden hebben een brede witte ring rond het medaillon met daarop in zilver de datum "11 februari 1933". De keerzijde van de versierselen in onbewerkt en vlak. Op de keerzijde zijn de twee stiften te zien waarmee het hoofd van de Spaanse maagd op het versiersel is bevestigd.
Het versiersel was een duidelijke breuk met de traditie van het Spaanse Koninkrijk waarin diverse gestileerde kruisen het centrale element van de decoraties vormden. De Spaanse regering koos als symbool een vrouwenkop die de republiek moest verbeelden. Daarin koos de republiek voor het voorbeeld van de strijdvaardig stedenmaagden en de vrouwenkoppen die Germania, Marianne en diverse Amerikaanse republieken voorstelden. De vrouwenkop heeft een nobel en wilskrachtig profiel en draagt een gepluimde helm uit de klassieke oudheid.

## De Orde van de Spaanse Republiek in Ballingschap

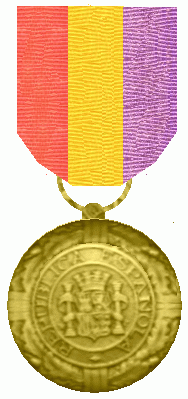
Orde van Verdienste na 1939

Na door de reactionaire en monarchistische opstandelingen onder Francesco Franco te zijn verjaagd stelde de regering van de Republiek Spanje in ballingschap een orde van verdienste in. Het is een veel eenvoudiger onderscheiding dan de eerdere orde en kreeg de vorm van een medaille met het wapen van Spanje binnen een lauwerkrans. Het lint is paars, geel en rood. Op de keerzijde staat de tekst "Patria Libertad Republica".